# Augsburger Panther
Le Augsburger Panther est un club de hockey sur glace professionnel d'Allemagne, évoluant dans le Championnat d'Allemagne de hockey sur glace (DEL). Le club joue ses matchs locaux dans la patinoire Curt Frenzel Stadion (6218 places) d'Augsbourg, en Bavière.

## Historique
L'Augsburger EV a été fondé en 1878 et est le plus vieux club de patinage d'Allemagne. Le club joue son premier match de hockey en 1929.
En 1968, Augsbourg accède à la première division, mais est relégué en 1974. L'équipe est de nouveau promue en 1976 et 1978 mais en 1979, l'AEV doit retourner en Oberliga (troisième division) pour des raisons financières. Le club remonte en deuxième division en 1981, redescend en 1987, remonte à nouveau en 1989 pour finalement revenir en première division en 1994. L'équipe professionnelle prend alors le nom de Augsburger Panther.

## Anciens joueurs
| #  | Nom               | Nombre de matchs | Buts | Aides | Points |
| -- | ----------------- | ---------------- | ---- | ----- | ------ |
| 1  | Duanne Moeser     | 569              | 143  | 174   | 317    |
| 2  | Sergueï Vostrikov | 198              | 86   | 109   | 195    |
| 3  | Harald Birk       | 254              | 48   | 144   | 192    |
| 4  | Rick Girard       | 195              | 57   | 110   | 167    |
| 5  | André Faust       | 196              | 68   | 80    | 148    |
| 6  | Igor Maslennikov  | 155              | 49   | 89    | 138    |
| 7  | Darin Olver       | 104              | 49   | 81    | 130    |
| 8  | Pierre Rioux      | 136              | 63   | 71    | 134    |
| 9  | Shawn Carter      | 155              | 43   | 69    | 112    |
| 10 | Mark Murphy       | 133              | 49   | 60    | 109    |